# 1. deild
La 1. deild es la liga de fútbol de Segunda División de las Islas Feroe y que es organizada por la Federación de Fútbol de las Islas Feroe.

## Historia
Fue creada en el año 1943 con el nombre Meðaldeildin, justo un año después de la primera división (Meistaradeildin) y no existía el ascenso por ser ligas independientes, por lo que principalmente participaban equipos filiales. Un año después la liga fue suspendida por la ocupación británica en las Islas Feroe, aunque fue reanudada un año más tarde y en 1976 pasó a llamarse 2. deild hasta el 2005 por el cambio de nombre de la primera división por razones de patrocinio.

## Formato
Participan 10 equipos, donde los dos mejores equipos de la temporada ascienden a la Formuladeildin, y los dos peores descienden a la 2. deild, siempre y cuando uno de los equipos ascendidos no sea un equipo filial.

## Equipos 2024
| Club        | Ciudad   | Estadio        | Capacidad | Última temporada         |
| ----------- | -------- | -------------- | --------- | ------------------------ |
| TB          | Tvøroyri | Við Stórá      | 1000      | 10º (Betri deildin menn) |
| AB          | Argir    | Skansi Arena   | 2000      | 9º (Betri deildin menn)  |
| FC Suðuroy  | Vágur    | Á Eiðinum      | 3000      | 1º (2. deild)            |
| B36 II      | Tórshavn | Gundadalur     | 5000      | 7º                       |
| FC Hoyvík   | Hoyvík   | Hoyvíksvøllur  | 1000      | 6º                       |
| HB II       | Tórshavn | Gundadalur     | 5000      | 8º                       |
| NSÍ II      | Runavík  | Við Løkin      | 2000      | 2º (2. deild)            |
| Víkingur II | Leirvík  | Sarpugerði     | 1600      | 4º                       |
| KÍ II       | Klaksvík | Við Djúpumýrar | 2500      | 3º                       |
| B71 Sandoy  | Sandur   | Inni í Dal     | 2000      | 5º                       |

## Lista de Campeones
| Año  | Campeón         | Subcampeón      | Goleador (club)                                                                  | Goles        |
| ---- | --------------- | --------------- | -------------------------------------------------------------------------------- | ------------ |
| 1943 | HB Tórshavn II  | Desconocido     | Desconocido                                                                      | Desconocido  |
| 1944 | No disputado    | No disputado    | No disputado                                                                     | No disputado |
| 1945 | KÍ Klaksvík II  | Desconocido     | Desconocido                                                                      | Desconocido  |
| 1946 | Royn Hvalba     | Desconocido     | Desconocido                                                                      | Desconocido  |
| 1947 | B36 Tórshavn II | Desconocido     | Desconocido                                                                      | Desconocido  |
| 1948 | TB Tvøroyri     | Desconocido     | Desconocido                                                                      | Desconocido  |
| 1949 | KÍ Klaksvík II  | Desconocido     | Desconocido                                                                      | Desconocido  |
| 1950 | B36 Tórshavn II | Desconocido     | Desconocido                                                                      | Desconocido  |
| 1951 | KÍ Klaksvík II  | Desconocido     | Desconocido                                                                      | Desconocido  |
| 1952 | HB Tórshavn II  | Desconocido     | Desconocido                                                                      | Desconocido  |
| 1953 | KÍ Klaksvík II  | Desconocido     | Desconocido                                                                      | Desconocido  |
| 1954 | KÍ Klaksvík II  | Desconocido     | Desconocido                                                                      | Desconocido  |
| 1955 | HB Tórshavn II  | Desconocido     | Desconocido                                                                      | Desconocido  |
| 1956 | KÍ Klaksvík II  | Desconocido     | Desconocido                                                                      | Desconocido  |
| 1957 | B36 Tórshavn II | Desconocido     | Desconocido                                                                      | Desconocido  |
| 1958 | HB Tórshavn II  | Desconocido     | Desconocido                                                                      | Desconocido  |
| 1959 | KÍ Klaksvík II  | Desconocido     | Desconocido                                                                      | Desconocido  |
| 1960 | SÍF Sandavágur  | Desconocido     | Desconocido                                                                      | Desconocido  |
| 1961 | B36 Tórshavn II | Desconocido     | Desconocido                                                                      | Desconocido  |
| 1962 | B36 Tórshavn II | Desconocido     | Desconocido                                                                      | Desconocido  |
| 1963 | KÍ Klaksvík II  | Desconocido     | Desconocido                                                                      | Desconocido  |
| 1964 | VB Vágur        | Desconocido     | Desconocido                                                                      | Desconocido  |
| 1965 | B36 Tórshavn II | Desconocido     | Desconocido                                                                      | Desconocido  |
| 1966 | HB Tórshavn II  | Desconocido     | Desconocido                                                                      | Desconocido  |
| 1967 | B36 Tórshavn II | Desconocido     | Desconocido                                                                      | Desconocido  |
| 1968 | B36 Tórshavn II | Desconocido     | Desconocido                                                                      | Desconocido  |
| 1969 | SÍF Sandavágur  | Desconocido     | Desconocido                                                                      | Desconocido  |
| 1970 | SÍF Sandavágur  | Desconocido     | Desconocido                                                                      | Desconocido  |
| 1971 | B36 Tórshavn II | Desconocido     | Desconocido                                                                      | Desconocido  |
| 1972 | KÍ Klaksvík II  | Desconocido     | Desconocido                                                                      | Desconocido  |
| 1973 | SÍF Sandavágur  | Desconocido     | Desconocido                                                                      | Desconocido  |
| 1974 | KÍ Klaksvík II  | Desconocido     | Desconocido                                                                      | Desconocido  |
| 1975 | KÍ Klaksvík II  | Desconocido     | Desconocido                                                                      | Desconocido  |
| 1976 | Fram Tórshavn   | B68 Toftir      | Desconocido                                                                      | Desconocido  |
| 1977 | MB Miðvágur     | HB Tórshavn II  | Desconocido                                                                      | Desconocido  |
| 1978 | NSÍ Runavík     | Royn Hvalba     | Desconocido                                                                      | Desconocido  |
| 1979 | GÍ Gøta         | B68 Toftir      | Desconocido                                                                      | Desconocido  |
| 1980 | B68 Toftir      | Royn Hvalba     | Desconocido                                                                      | Desconocido  |
| 1981 | LÍF Leirvík     | MB Miðvágur     | Desconocido                                                                      | Desconocido  |
| 1982 | MB Miðvágur     | NSÍ Runavík     | Desconocido                                                                      | Desconocido  |
| 1983 | NSÍ Runavík     | Royn Hvalba     | Desconocido                                                                      | Desconocido  |
| 1984 | ÍF Fuglafjørður | Royn Hvalba     | Desconocido                                                                      | Desconocido  |
| 1985 | B36 Tórshavn    | Royn Hvalba     | Desconocido                                                                      | Desconocido  |
| 1986 | VB Vágur        | ÍF Fuglafjørður | Desconocido                                                                      | Desconocido  |
| 1987 | ÍF Fuglafjørður | B36 Tórshavn    | Desconocido                                                                      | Desconocido  |
| 1988 | B71 Sandoy      | SÍF Sandavágur  | Desconocido                                                                      | Desconocido  |
| 1989 | MB Miðvágur     | TB Tvøroyri     | Desconocido                                                                      | Desconocido  |
| 1990 | NSÍ Runavík     | SÍ Sumba        | Gestur á Líknargøtu (NSÍ)                                                        | 23           |
| 1991 | B71 Sandoy      | SÍF Sandavágur  | Torkil Nielsen (SÍF)                                                             | 13           |
| 1992 | LÍF Leirvík     | ÍF Fuglafjørður | Kaj Eli Olsen (LÍF)                                                              | 17           |
| 1993 | NSÍ Runavík     | EB/Streymur     | Jack Jacobsen (NSÍ)                                                              | 14           |
| 1994 | VB Vágur        | FS Vágar        | John Olsen (LÍF)                                                                 | 14           |
| 1995 | HB Tórshavn II  | ÍF Fuglafjørður | Eyðolvur Reinert-Petersen (ÍF)                                                   | 16           |
| 1996 | NSÍ Runavík     | HB Tórshavn II  | René Thomsen (Sumba)                                                             | 15           |
| 1997 | SÍ Sumba        | B36 Tórshavn II | Aleksandar Radosavljević (TB)                                                    | 23           |
| 1998 | B71 Sandoy      | LÍF Leirvík     | Eli Hentze (B71)                                                                 | 15           |
| 1999 | FS Vágar        | LÍF Leirvík     | Birgir Joensen (FS Vágar)                                                        | 21           |
| 2000 | EB/Streymur     | ÍF Fuglafjørður | Eyðun Samuelsen (HB II)                                                          | 14           |
| 2001 | TB Tvøroyri     | Skála ÍF        | Jan Jørgensen (ÍF)                                                               | 13           |
| 2002 | FS Vágar        | B71 Sandoy      | Birgir Jørgensen (VB II)                                                         | 14           |
| 2003 | ÍF Fuglafjørður | TB Tvøroyri     | Kaj Roest (TB)                                                                   | 12           |
| 2004 | TB Tvøroyri     | B71 Sandoy      | Aleksandar Radosavljević (Royn) Jónsvein Thomsen (B71) Sonny Johansen (FS Vágar) | 16           |
| 2005 | B68 Toftir      | B71 Sandoy      | Súni Fríði Johannesen (AB)                                                       | 31           |
| 2006 | B71 Sandoy      | AB Argir        | Clayton do Nascimento (B71)                                                      | 27           |
| 2007 | B68 Toftir      | ÍF Fuglafjørður | Dánial Hansen (B68)                                                              | 22           |
| 2008 | 07 Vestur       | AB Argir        | Tróndur Sigurðsson (AB)                                                          | 25           |
| 2009 | VB/Sumba        | B71 Sandoy      | Jón Krosslá Poulsen (VB/Sumba)                                                   | 25           |
| 2010 | 07 Vestur       | KÍ Klaksvík     | Jens Erik Rasmussen (07 Vestur)                                                  | 17           |
| 2011 | FC Suðuroy      | TB Tvøroyri     | John Poulsen (FC Suðuroy)                                                        | 27           |
| 2012 | 07 Vestur       | AB Argir        | Bjartur Kjærbo (AB)                                                              | 20           |
| 2013 | B68 Toftir      | Skála ÍF        | Jonleif Højgaard (B68)                                                           | 24           |
| 2014 | TB Tvøroyri     | FC Suðuroy      | Patrik Johannesen (FC Suðuroy)                                                   | 17           |
| 2015 | Skála           | B68 Toftir      | Brian Jacobsen (Skála)                                                           | 32           |
| 2016 | EB/Streymur     | 07 Vestur       | Leif Niclasen (EB/Streymur)                                                      | 36           |
| 2017 | AB Argir        | Víkingur II     | Bjarki Nielsen (AB)                                                              | 19           |
| 2018 | ÍF Fuglafjørður | NSÍ Runavík II  | Jan Ellingsgaard (ÍF)                                                            | 21           |
| 2019 | KÍ Klaksvík II  | Víkingur II     | Clayton do Nascimento (B71)                                                      | 17           |
| 2020 | Víkingur II     | 07 Vestur       | Andri Benjaminsen (B68)                                                          | 18           |
| 2021 | Skála           | Víkingur II     | Clayton do Nascimento (B71)                                                      | 20           |
| 2022 | ÍF Fuglafjarðar | Víkingur II     | Mikkel Blåholm (TB)                                                              | 26           |
| 2023 | Skála           | NSÍ Runavík     | Carlos Ferreira (Skála)                                                          | 23           |
| 2024 | Víkingur II     | FC Suðuroy      | Rani Hansen (Víkingur II)                                                        | 17           |

## Títulos por equipo
| Club             | Títulos | Último |
| ---------------- | ------- | ------ |
| KÍ Klaksvík II   | 12      | 2019   |
| B36 Tórshavn II  | 9       | 1971   |
| HB Tórshavn II   | 6       | 1995   |
| NSÍ Runavík      | 5       | 1996   |
| 07 Vestur        | 5       | 2012   |
| ÍF Fuglafjørður  | 5       | 2022   |
| TB Tvøroyri      | 4       | 2014   |
| SÍF Sandavágur   | 4       | 1973   |
| B68 Toftir       | 4       | 2013   |
| B71 Sandoy       | 4       | 2006   |
| VB Vágur         | 3       | 1994   |
| MB Miðvágur      | 3       | 1989   |
| Skála ÍF         | 3       | 2023   |
| LÍF Leirvík      | 2       | 1992   |
| EB/Streymur      | 2       | 2016   |
| FC Suðuroy       | 2       | 2011   |
| Víkingur Gøta II | 2       | 2024   |
| Royn Hvalba      | 1       | 1946   |
| Fram Tórshavn    | 1       | 1976   |
| GÍ Gøta          | 1       | 1979   |
| B36 Tórshavn     | 1       | 1985   |
| SÍ Sumba         | 1       | 1997   |
| AB Argir         | 1       | 2017   |

En Negrita aparecen los equipos que actualmente están en la 1. deild. En Cursiva los equipos desaparecidos.
1. ↑  07 Vestur ganó dos veces como FS Vágar.
2. ↑  FC Suðuroy ganó una vez como VB / Sumba.